# Hubert von Meyerinck
Hubert von Meyerinck, född 23 augusti 1896 i Potsdam, Kejsardömet Tyskland, död 13 maj 1971 i Hamburg, Västtyskland, var en tysk skådespelare. Från tidigt 1920-tal arbetade han som filmskådespelare. Han kom att bli en populär birollsaktör, ofta i roller som aristokrater, auktoriteter, excentriker eller eleganta bedragare. Hans kännetecken var hans tunna mustasch, hans flint och en monokel. Totalt blev det över 250 filmroller. 1968 tilldelades han det tyska hederspriset för film, Filmband in Gold.

## Filmografi, urval
- 1921 – Sista dansen (ej krediterad)
- 1929 – En farlig gäst
- 1931 – Dubbelgångaren
- 1931 – Kvinnan bakom allt
- 1931 – Varför ler du Mona Lisa?
- 1932 – En sorglustig barberare
- 1933 – En viss Herr Gran
- 1935 – April, April!
- 1939 – Bel Ami
- 1939 – Första försöket
- 1939 – Gäckande hatten
- 1939 – Hallå Janine!
- 1940 – Isabel och kärleken
- 1940 – Sköna juveler
- 1941 – Fröken Casanova
- 1943 – Münchhausen
- 1948 – Fridolins sällsamma äventyr
- 1949 – Vi har funnit varandra
- 1952 – Även i de bästa familjer
- 1953 – Ingen rädder här
- 1958 – Rosemarie – glädjeflickan
- 1958 – Värdshuset i Spessart
- 1959 – Han gick genom väggen
- 1960 – Spökslottet
- 1961 – Ett, två, tre
- 1961 – Hemliga vägar